# Tuxenentulus boedvarssoni
Tuxenentulus boedvarssoni är en urinsektsart som beskrevs av Josef Nosek 1981. Tuxenentulus boedvarssoni ingår i släktet Tuxenentulus och familjen lönntrevfotingar. Inga underarter finns listade i Catalogue of Life.